# Gaetano Stefano Bartolozzi
Pour les articles homonymes, voir Bartolozzi.
Gaetano Stefano Bartolozzi (1757-1821) est un graveur, commerçant et marchand d'art italien, qui vécut entre Londres et Paris. 

## Biographie

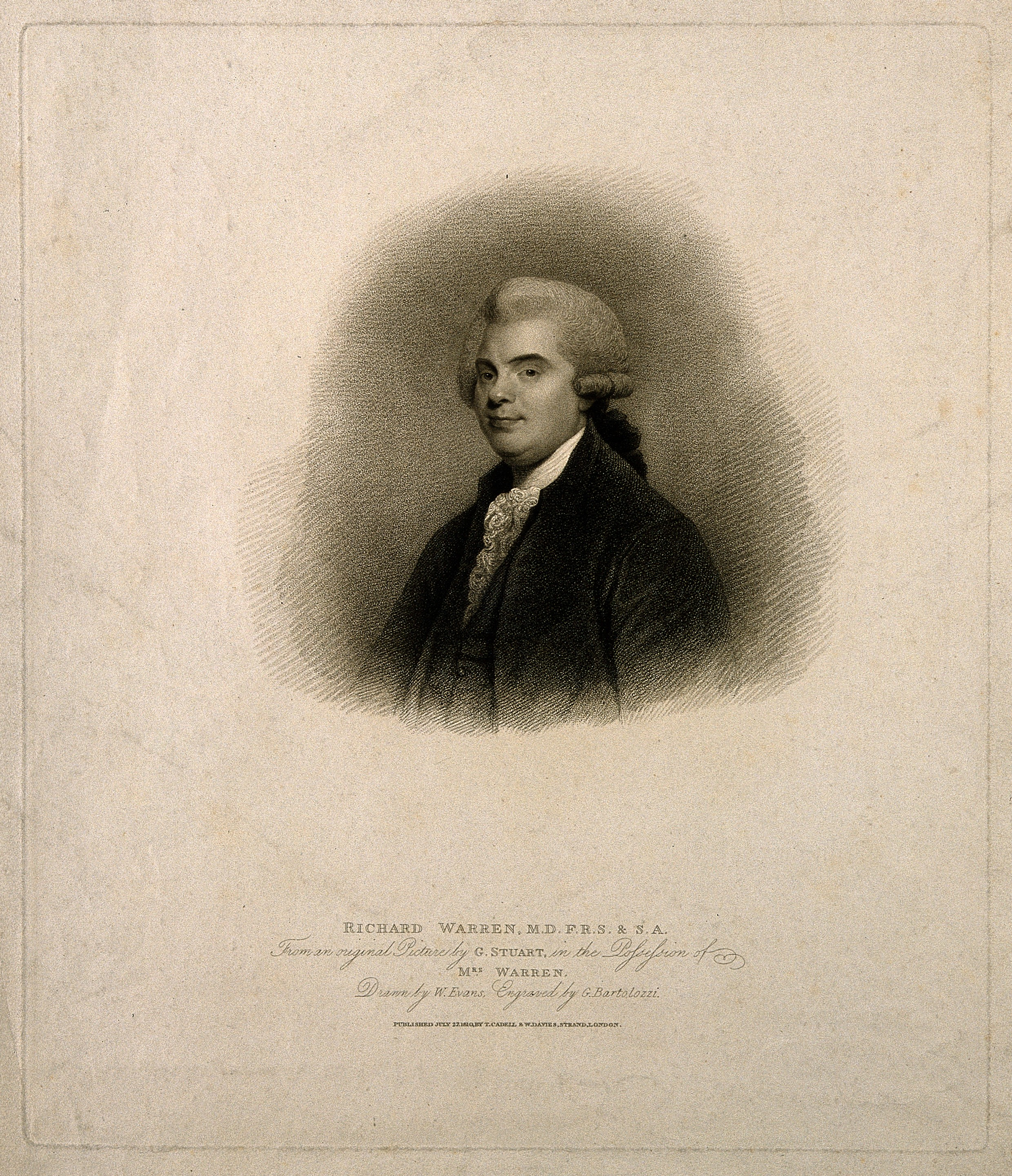
Portrait de Richard Warren, gravure en pointillé d'après William Evans, publiée à Londres le 27 juillet 1810 par T. Cadell et W. Davies.

Né à Venise, fils du célèbre graveur Francesco Bartolozzi, un ami de Joseph Haydn ; il vit jusqu'en 1797 à Londres avec son père nommé Royal Engraver,. Gaetano Bartolozzi est un marchand d'art reconnu et la famille voyage en Europe en 1798 quand il vend son entreprise.
Gaetano, par ailleurs musicien accompli, épouse à Londres la pianiste allemande Therese Jansen ; le couple donne naissance en 1797 à 
Elizabetta Lucia, qui deviendra à 16 ans, actrice, et connaîtra une grande carrière ; ils ont une seconde fille, prénommée Joséphine.
En 1798, les Bartolozzi décident donc de quitter l'Angleterre, après avoir vendu leur entreprise de gravures et d'estampes. 
Ils passent un certain temps à Paris et Vienne avant d'atteindre Venise où ils découvrent que leurs biens ont été pillés pendant l'intervention française. Ils retournent à Londres pour refaire leur vie et Gaetano y enseigne alors le dessin. Gaetano se sépare de son épouse à Londres qui y demeure pour donner des leçons de piano afin de pourvoir aux besoins de ses filles.
Une fois la paix revenue en 1815, Gaetano revient à Paris, où il meurt en 1821. Son corps est rapatrié à Londres.